# Паркхерст, Елена
Хелен Паркхерст (3 января 1887—1 июня 1973) — американская учительница, писательница, лектор, родоначальница метода обучения Дальтон-план, основатель школы Долтон.
Родилась в городке Дюранд (штат Висконсин). В 1907 году окончила Колледж учителей штата Висконсин, училась в университетах Рима и Мюнхена, а также в школе Марии Монтессори. В 1943 году получила степень магистра в Йельском университете.
По моему мнению, беседа учителя с учеником на тему любого школьного предмета влияет на него гораздо сильнее, чем сказанное на уроке. Мы часто слушаем проповеди и лекции, которые нас вдохновляют. Но если нам повезет поговорить об услышанном с проповедником или лектором спустя, то результат становится гораздо более выразительным и стойким. Но как часто дети вынуждены слушать уроки, которые неинтересны и бесполезны!? И уроки, на которых им неинтересно что-то спросить? Если мы научимся правильно комбинировать занятия в классе и индивидуальное обучение, то это принесет лучшие результаты. Оригинальный текст (англ.)I am of the opinion that the influence of a teacher's conversation with an individual child on any ordinary academic subject is much more potent than what is said in a class lesson. Those of us who are older often hear sermons lectures or which inspire us, and if we are privileged to talk over points with the preacher or lecturer afterwards, the effect is much more emphatic and permanent. But how many class lessons have children to listen to which are boring and useless, and others where they are not sufficiently interested to ask a question? If we use class teaching and individual work in their proper places the best results will follow.
40
Хелен Паркхерст
Умерла в городе Нью-Милфорд (штат Коннектикут).